# WSV Wendschott
Der WSV Wendschott (offiziell: Wendschotter Sportverein von 1963 e. V.), auch als WSV Wolfsburg bekannt, ist ein Sportverein aus dem Wolfsburger Stadtteil Wendschott in Niedersachsen. Er wurde durch seine Frauenfußballmannschaft von 1996 bis 2003 überregional bekannt, die sechs Jahre lang in der Bundesliga spielte.

## Geschichte
Der Verein wurde im Jahre 1963 gegründet und bietet neben Fußball noch Fitness sowie die Sportarten Tennis, Tischtennis, Judo und Schwimmen an. Heimspielstätte ist die Rundling-Sportanlage an der Alten Schulstraße.

## Frauenfußball

### Sportliche Entwicklung
Im Jahre 1996 wurde die erfolgreiche Frauenfußballmannschaft des zahlungsunfähigen VfR Eintracht Wolfsburg dem WSV Wendschott angegliedert. Bereits in der ersten Saison unter dem Dach des WSV musste die Mannschaft aus der Bundesliga Nord absteigen. Der direkte Abstieg wurde zwar mit einem Punkt Vorsprung auf den VfL Wittekind Wildeshausen vermieden, jedoch scheiterten die Wendschotterinnen in der folgenden Relegation am SSV Turbine Potsdam. Die folgende Regionalligasaison 1997/98 verlief kurios. Die Mannschaft gewann 21 Spiele und verlor nur eins durch das einzige Gegentor der Saison. In der folgenden Aufstiegsrunde konnten die Wolfsburgerinnen gegen Hertha Zehlendorf, SG Hillen und TV Jahn Delmenhorst alle Spiele gewinnen und kehrte in die Bundesliga zurück.
Der sechste Platz in der Saison 1998/99 sollte der sportliche Höhepunkt der Wendschotter Bundesligaära bleiben. Die von der Torjägerin Claudia Müller angeführte Mannschaft kam in den folgenden Jahren nicht über Mittelfeldpositionen hinaus. In der Saison 2000/01 gelang der Klassenerhalt nur aufgrund der besseren Tordifferenz gegenüber dem FFC Heike Rheine. Am Saisonende wurde die Europameisterschaft in Deutschland ausgespielt. Im Endspiel gegen Schweden erzielte Claudia Müller per Golden Goal den entscheidenden Treffer zum Turniersieg. Im Sommer 2003 schlossen sich die Wendschotter Fußballerinnen dem VfL Wolfsburg an, wo sich bessere Vermarktungschancen erhoffte.

### Saisonbilanzen 1996 bis 2003
| Saison  | Liga                                    | Platz | S  | U  | N  | Tore   | Punkte | DFB-Pokal     | Beste Torschützin   |
| ------- | --------------------------------------- | ----- | -- | -- | -- | ------ | ------ | ------------- | ------------------- |
| 1996/97 | Bundesliga Nord                         | 08.   | 03 | 04 | 11 | 015:39 | 13     | Achtelfinale  |                     |
| 1996/97 | Relegation zur Bundesliga, Gruppe 1     | 03.   | 02 | 02 | 02 | 009:11 | 08     | Achtelfinale  |                     |
| 1997/98 | Regionalliga Nord                       | 01.   | 21 | 0  | 01 | 121:01 | 63     | 2. Runde      |                     |
| 1997/98 | Aufstiegsrunde zur Bundesliga, Gr. Nord | 01.   | 06 | 0  | 0  | 021:05 | 18     | 2. Runde      |                     |
| 1998/99 | Bundesliga                              | 06.   | 07 | 06 | 09 | 039:48 | 27     | Viertelfinale | Bianca Mühe (11)    |
| 1999/00 | Bundesliga                              | 07.   | 10 | 05 | 07 | 046:37 | 35     | Viertelfinale | Claudia Müller (22) |
| 2000/01 | Bundesliga                              | 10.   | 05 | 05 | 12 | 030:48 | 20     | Viertelfinale | Claudia Müller (18) |
| 2001/02 | Bundesliga                              | 10.   | 05 | 02 | 15 | 026:52 | 17     | Achtelfinale  | Claudia Müller (8)  |
| 2002/03 | Bundesliga                              | 09.   | 06 | 06 | 10 | 031:49 | 24     | Viertelfinale | Claudia Müller (10) |

## Männerfußball
Die Männermannschaft des WSV Wendschott agierte zunächst jahrzehntelang lediglich auf Kreisebene. Im Jahre 1992 gelang erstmals der Aufstieg in die Bezirksklasse, wo die Mannschaft zumeist in der Spitzengruppe agierte. In den Jahren 1998 und 2004 wurden die Wendschotter jeweils Vizemeister hinter dem 1. FC Wolfsburg bzw. dem VfR Eintracht Nord Wolfsburg. Bei der Auflösung der Bezirksklassen im Jahre 2006 gelang der Mannschaft die Qualifikation für die Bezirksliga. Aus dieser stieg die Mannschaft prompt ab und wurde in der folgenden Kreisliga-Saison 2007/08 in die 1. Kreisklasse durchgereicht. Dort gelang der direkte Wiederaufstieg in die Kreisliga Wolfsburg. Als Vizemeister der Saison 2019/20 gelang der Wiederaufstieg in die Bezirksliga.

## Persönlichkeiten
- Petra Damm
- Stefanie Gottschlich
- Anastazja Kubiak
- Bianca Mühe
- Claudia Müller
- Jolanta Nieczypor
- Aferdita Podvorica
- Can Vanlı
- Birte Weiß
- Natascha Wiggers
- Katja Wittfoth
- Kevin Wolze